# Чалганы
Чалганы́ — село в Магдагачинском районе Амурской области России. Образует сельское поселение Чалганский сельсовет.

## География
Расположено в 65 км к юго-востоку от районного центра, посёлка городского типа Магдагачи, на Транссибирской магистрали. В 6 км восточнее села проходит федеральная трасса Чита — Хабаровск.

## Население
| 2002 | 2010 | 2012 | 2013 | 2014 | 2015 | 2016 |
| ---- | ---- | ---- | ---- | ---- | ---- | ---- |
| 506  | ↘435 | ↘432 | ↘428 | ↘420 | ↘411 | ↗412 |
| 2017 | 2018 | 2021 |      |      |      |      |
| ↘405 | ↗406 | ↘292 |      |      |      |      |

## Инфраструктура
- Станция Чалганы Забайкальской железной дороги.